# Julia Cæsar
Julia Maria Vilhelmina Cæsar (Stoccolma, 28 gennaio 1885 – Stoccolma, 18 luglio 1971) è stata un'attrice svedese.

## Filmografia parziale
- Bröderna Östermans huskors, regia di Ivar Johansson (1945)
- L'irresistibile soldato Bom (Soldat Bom), regia di Lars-Eric Kjellgren (1948)
- Kastrullresan, regia di Arne Mattsson (1950)